# Andalusische ezel

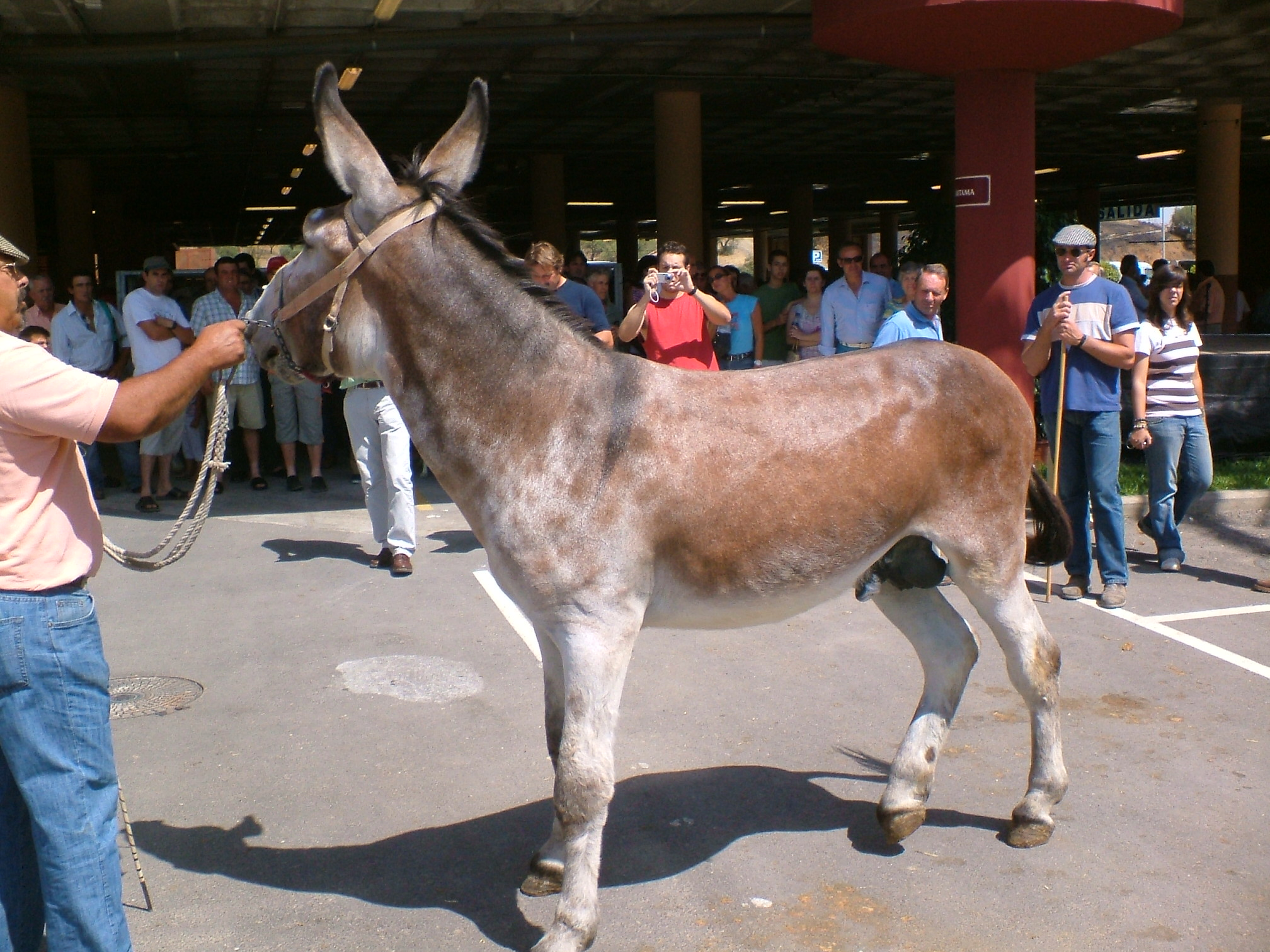
Andalusische ezel

De Andalusische ezel (Spaans: Asno Andaluz) is een Spaans ras van gedomesticeerde ezels. Deze ezel komt oorspronkelijk uit de provincie Córdoba in Andalusië, en is daar ook bekend als de Asno Cordobés (ezel van Cordoba) naar de stad Córdoba of de Asno de Lucena (ezel van Lucena) vanwege zijn vermeende oorsprong uit de stad Lucena, Córdoba. Het ras is met uitsterven bedreigd en wordt door het Spaanse ministerie van Landbouw, geclassificeerd als een "autochtoon ras dat met uitsterven wordt bedreigd". 

## Geschiedenis
Het ras werd in de achttiende eeuw zeer gewaardeerd en de Spaanse vorsten stonden niet toe het ras uit te voeren. Maar koning Karel III stuurde echter in 1785 twee hengsten naar de Amerikaanse president George Washington. Slechts één hengst overleefde de zeereis naar Mount Vernon en hij kreeg de naam "Royal Gift". 

## Kenmerken
De Andalusiër is een grote ezel, met een gemiddelde schofthoogte van 150-160 centimeter en ze zijn van gemiddelde lengte. Het hoofd is middelgroot met een bol profiel en de nek is gespierd. De vacht is kort en fijn en voelt zacht aan; de kleur is bleekgrijs, soms bijna wit. De Andalusische ezel is sterk en stevig, maar toch volgzaam en kalm. Hij is goed aangepast aan de hete en droge omstandigheden van zijn oorspronkelijke omgeving.